# Gonzalo Fernández de Córdova
Gonzalo Fernández de Córdoba y Aguilar, cognominado o Grande Capitão (Montilla, 1 de setembro de 1453 — Granada, 2 de dezembro de 1515), foi um nobre, político e militar castelhano, duque de Santángelo, Terranova, Andría, Montalto e Sessa.
Seus comandos de campanhas militares deram início à hegemonia da Espanha sobre a Itália nos primeiros anos da Idade Moderna e o tornaram conhecido como El Gran Capitán (O Grande Capitão) e cuja notável fidelidade aos Reis Católicos deram-lhe muito prestígio na corte espanhola.
Filho de uma ilustre família, aos 13 anos de idade foi enviado à corte de Castela, onde se tornou pajem da princesa Isabel, depois rainha de Castela. Distinguiu-se na guerra civil (1474-1479) para garantir Isabel I no trono do reino de Castela, e desempenhou importante papel na guerra contra o reino muçulmano de Granada (1482-1492), inclusive negociando a rendição da cidade (1492) antes sob domínio mouro. Em 1495 comandou os espanhóis na defesa do reino de Aragão na luta contra os franceses e, a pedido do papa Alexandre VI, enfrentou novamente os franceses nas proximidades de Roma e, novamente vitorioso, foi aclamado pelo povo romano (1497). Três anos depois, novamente na Itália (1500), comandou um exército para ajudar o rei francês Luís XII na luta contra os Império otomanos, inimigos também dos reis da Espanha. Junto com forças venezianas, expulsou os turcos da ilha de Cefalônia, o que aliviou a ameaça muçulmana sobre a  Europa. Novamente em lutas contra os franceses (1502) conseguiu vitórias consecutivas em Cerignola, Monte Cassino e Garigliano e assumiu o controle da Sicília, passando a governar a ilha como vice-rei.
Após a morte de Isabel (1504), sua grande protetora, intrigas na corte, especialmente dando conta que o Gran Capitán estaria tramando a independência da ilha, levaram o monarca espanhol, temendo pelo seu excesso de prestígio, destituí-lo do governo siciliano e obrigado-o a retornar à Espanha. Extremamente decepcionado, deixou a corte e autoexilou-se em Granada, onde morreu.